# 夏目響
夏目響（日语：夏目響，英文名：Natsume Hibiki，1998年11月22日—），日本AV女優、裸體模特。所屬事務所是DINO。

## 經歷
出道作為SOD於2月販售作品的特點附錄DVD。演出者姓名為「名前はまだない。」的匿名演出。
之後她以裸體模特的身份持續活動，並沒有正式的藝名。光文社的『FLASH』在2020年3月17日號以「謎の医療事務 小林さん」為名義發布。
由於受到觀眾的好評，影片在同年4月23日以『名前はまだない。 緊急発売 AV出演』為在SOD的出道作。雖然在第1部作品時還沒有決定好藝名，但在FANZA動畫於3月19日的排行中獲得初登場第1名。在4月25日重新獲得第1名。
5月1日公布藝名為「夏目響」，5月21日為「夏目響」的正式出道作『命名 夏目響（ひびき） 正式デビュー お初の4本番』，同時販售DVD&Blu-ray。月刊FANZA發表的「このAV女優がすごい!2020夏」中獲得新人部門第3名。2020年12月發表的「FLASH 2020年現役最強セクシー女優BEST100」，在讀者投票中排第38名。

## 外部連結
- 夏目響 - Hibiki Natsume Official Website
- 夏目響的X（前Twitter）
- 夏目響的Instagram帳戶
- 夏目響@セクシー女優 (nazo_sod) - note